# 投影峰
投影峰（英語：Projection Peak），是南極洲的山峰，位於維多利亞地的斯科特海岸，處於加伍德冰川源頭，屬於霍布斯嶺的一部分，海拔高度1,475米，在1993年由新西蘭地理委員會命名，現時由南極條約體系管理。